# Duszna Górka
Duszna Górka – wieś w Polsce położona w województwie wielkopolskim, w powiecie krotoszyńskim, w gminie Krotoszyn.
W latach 1975–1998 miejscowość administracyjnie należała do województwa kaliskiego.